# Kallistratos (Rhetor)
Kallistratos (altgriechisch Καλλίστρατος) war ein antiker griechischer Rhetor. Er lebte wahrscheinlich im 3. oder 4. Jahrhundert.

## Leben
Zur Bestimmung der Lebensdaten gibt es viele sehr verschiedene Möglichkeiten, sodass in der Geschichte bereits einige ziemlich unterschiedliche Bestimmungen vorgekommen sind.
Zu Beginn des 18. Jahrhunderts identifizierte der Editor Gottfrid Olearius Kallistratos mit dem gleichnamigen athenischen Redner und Politiker Kallistratos von Aphidnai, der Mitte des 4. Jahrhunderts v. Chr. auftrat.
Eine andere Version wurde von Johann Albert Fabricius und Friedrich Jacobs vorgelegt. Sie schlugen eine Datierung des Auftretens Kallistratos’ zur Zeit Plutarchs vor.
Im 16. Jahrhundert sah der Franzose Blaise de Vigenère, ein Übersetzer von Kallistratos’ Werk, in Kallistratos einen Nachfolger des Philostratos und bestimmte daher seine Lebensdaten auf die Spätantike. Diese Meinung übernahm deutlich später 1801 der deutsche Philologe Christian Gottlob Heyne und sie ist auch heute noch übliche Grobansetzung. Als wahrscheinlich wird heute das 3. oder 4. Jahrhundert angenommen.

## Die vierzehn Kunstbeschreibungen
Kallistratos verfasste nach dem Beispiel des Philostratos eine noch vorhandene Beschreibung von 14 Statuen berühmter Künstler. Es ist das einzige noch verfügbare Werk von Kallistratos.
Die Beschreibungen lassen sich jeweils verschiedenen Reihen zuordnen. So gehören fünf Beschreibungen in die Reihe der Kunstwerke der drei namentlich genannten Künstler Skopas (Bakche), Praxiteles (Eros, Dionysos und Eitheos) und Lysippos (Kairos).
Wiederum fünf lassen sich der Reihe der Beschreibungen ähnlicher Jünglingsfiguren zuordnen (Eros, Narziss, Dionysos, Paian und Eitheos), während die drei Beschreibungen vom Satyr, Inder und Kentaur sich der Reihe der „männlichen“ Charaktere zuordnen lassen. Auf diese Weise lassen sich viele weitere Einordnungen vornehmen, z. B. in die Reihe der „individuellen Gestalten des Mythos“, der „Typwesen“, der „göttlich-unsterblichen Wesen“ und weiterer. Dabei überschneiden sie sich häufig.